# Grottes de Mogao
Pour les articles homonymes, voir Grottes des mille Bouddhas.
Les grottes de Mogao (chinois : 莫高窟 ; pinyin : mògāo kū ; litt. « grottes d'une hauteur inégalée »), ouvertes au public depuis 1980 (seules quarante grottes restent ouvertes au public, par roulement, dont dix en permanence), forment un ensemble de 492 chapelles bouddhistes ornées de peintures et sculptures. Elles font partie de l'ensemble plus vaste des grottes de Dunhuang, dans la province de Gansu en Chine, en marge du désert de Gobi. Ces chapelles ont été élaborées dans 735 grottes, dont 492 avec un décor peint et/ou sculpté, et creusées dans la roche par des moines à partir du IVe siècle. Des communautés monastiques commencèrent vite à percer des cavités plus grandes dans le grès comme actes de dévotion publique, et à orner les sanctuaires d'effigies de Bouddha. Ce type de grottes aux multitudes de peintures et sculptures de Bouddha reçoivent l'appellation générique de grottes des mille Bouddhas. Certaines de ces grottes abritent, d'ailleurs, des statues de Bouddha de très grandes dimensions.

Par ailleurs, à Mogao exclusivement, des moines bouddhistes placèrent des dizaines de milliers de manuscrits et de peintures dans une petite salle attenante à l'une des grottes, et cette salle fut murée ensuite - on ne sait pas à quelle époque, ni dans quelles circonstances - puis découverte au début du XXe siècle. La découverte, qui bénéficiait des études de sinologie, correspondait à un moment de regain des études de l'art chinois en Occident, et pour la France de l'expertise de Paul Pelliot. Alertés par ce jeune sinologue, les lettrés chinois, qui traversaient pourtant une période de profond bouleversement, réussirent à sauver une grande partie de ce trésor national.
Ces grottes constituaient des lieux de culte d'une grande importance, sur la route de la soie. Leur réalisation s'est étalée sur une longue période allant du IVe au XIVe siècle, de la dynastie des Liang du Nord, ou Liang antérieur (en 366), jusqu'à la dynastie des Yuan (1279-1368), avec un point culminant sous la dynastie des Tang, entre le VIIe et le Xe siècle. C'est d'ailleurs de cette époque que datent les plus belles grottes. Ce sont probablement les plus anciennes grottes recouvertes de peintures murales de Chine, depuis l'antiquité, après les Grottes de Kizil.

## Histoire

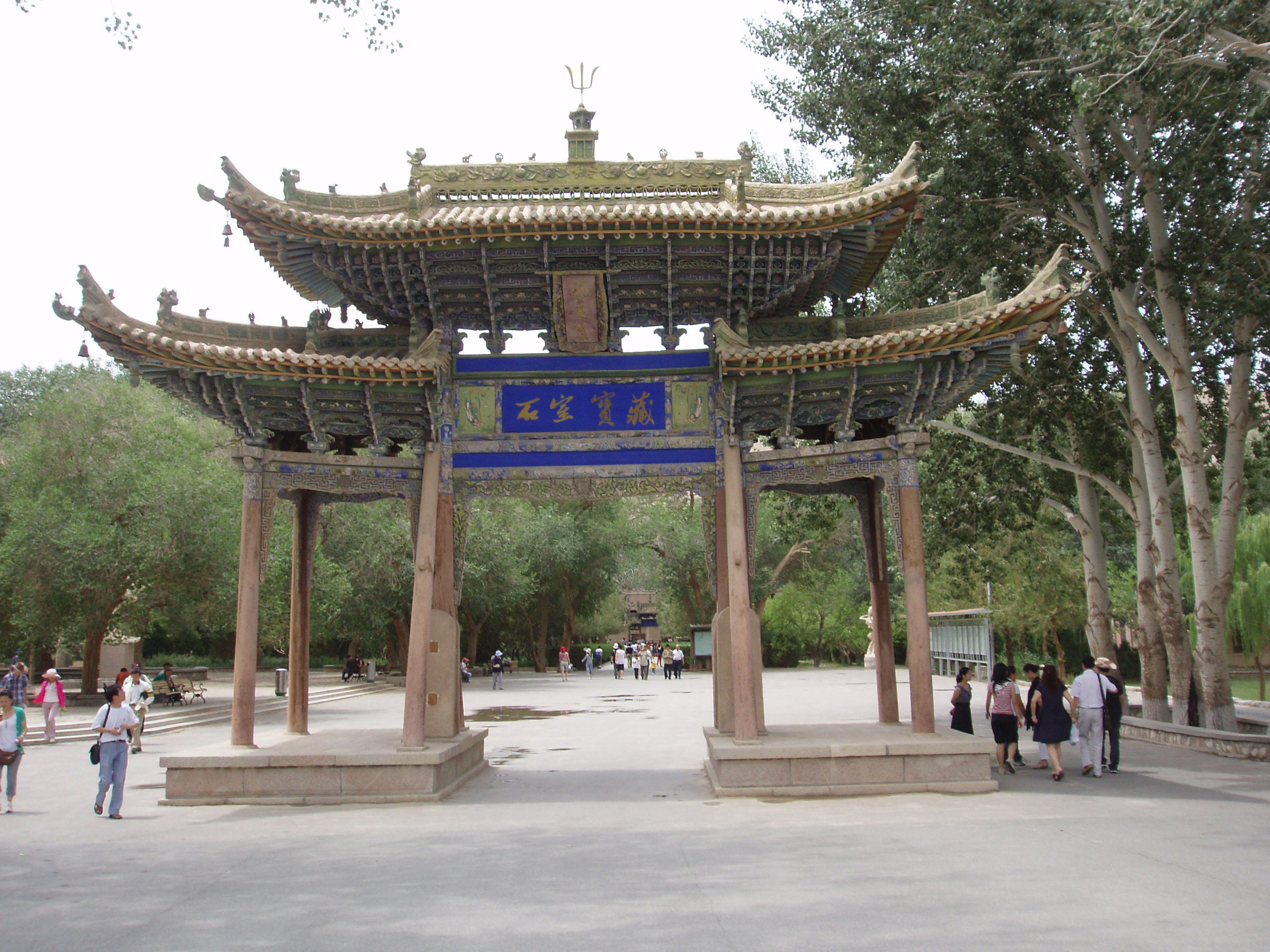
Entrée du site.
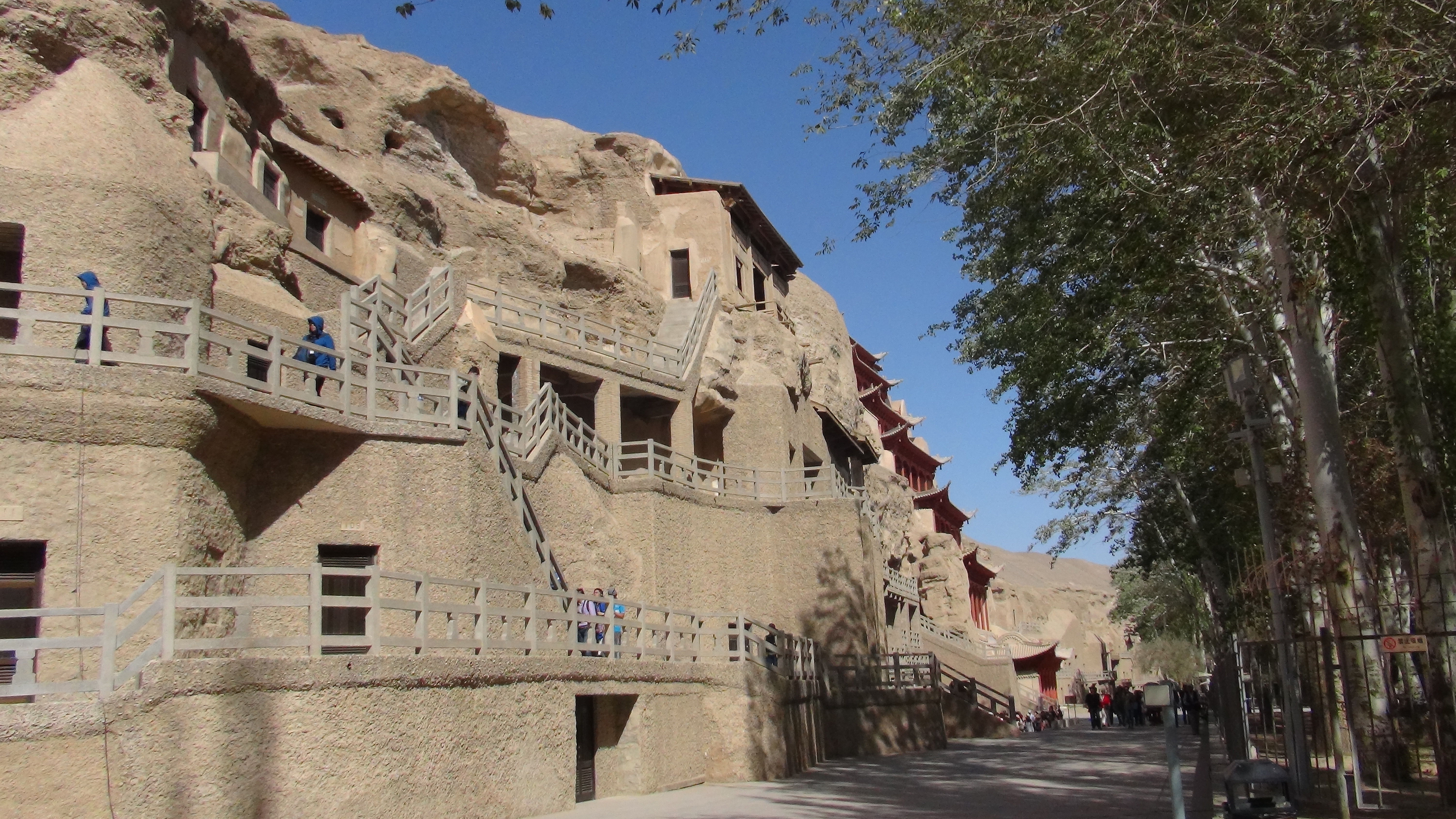
Vue partielle des grottes.
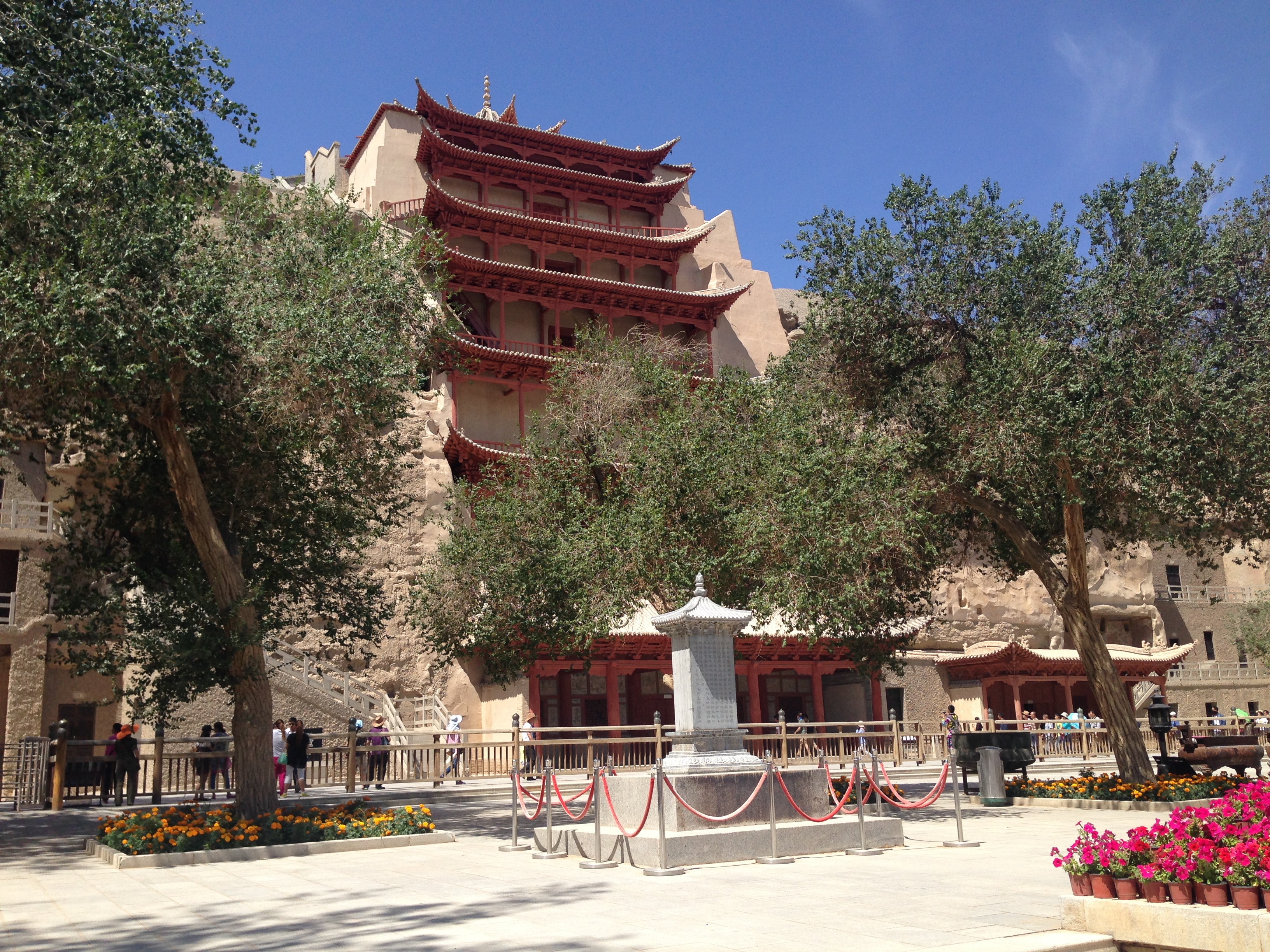
Grotte 96 dans son contexte.
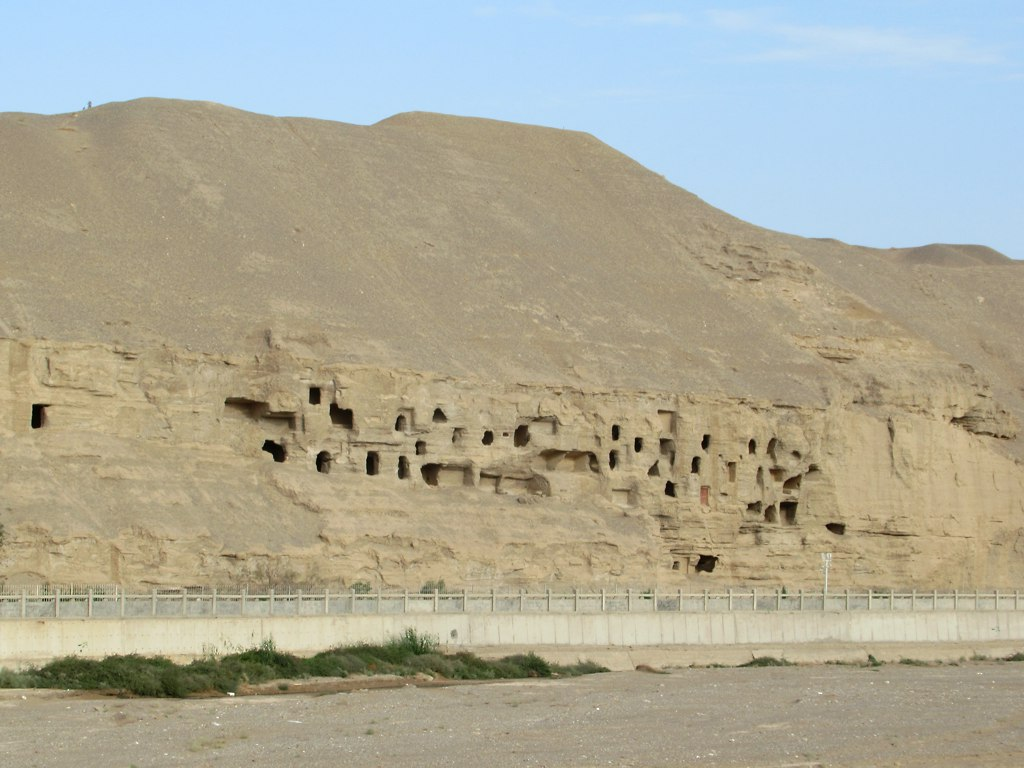
Certaines des cellules dédiées à la vie et à la méditation des moines.

### Période d'activité
Une légende locale affirme qu'en 366 apr. J.-C., le moine bouddhiste Le Zun (Lo-tsun) ou Yue Zun eut une vision de mille Bouddhas, et convainquit un pèlerin de la route de la soie de bâtir les premières chapelles. Après lui, le maître Chan Faliang ouvrit une deuxième grotte à côté de celle de Le Zun. Le groupe des grottes n° 268 à 275 sont les vestiges de cette période initiale. On pense que les premiers monastères de Mogao ont également été construits par ces deux moines. Des initiatives plus grandioses ont été rendues possibles avec le soutien des bouddhistes locaux, de la population et des élites.
La construction de grottes est devenue une pratique presque constante pendant un millénaire. Les seuls exemples survivants de la première période d'activité sont trois grottes qui auraient été ouvertes sous la dynastie des Liang du Nord (421-439) (n° 268-275). Elles sont petites, mais les décorations sont très délicates et bien organisées. Leur style s'apparente au style dit « de l'Ouest », et se démarque un peu du style apparu dans les grottes de Qiuci, dans l'ancien royaume de Kucha. Qiuci était l'oasis la plus peuplée du bassin du Tarim. On peut aussi les comparer aux plus anciennes peintures des grottes de Kizil qui sont, elles aussi, antérieures à celles de Mogao et relèvent du « style de l'Ouest ».

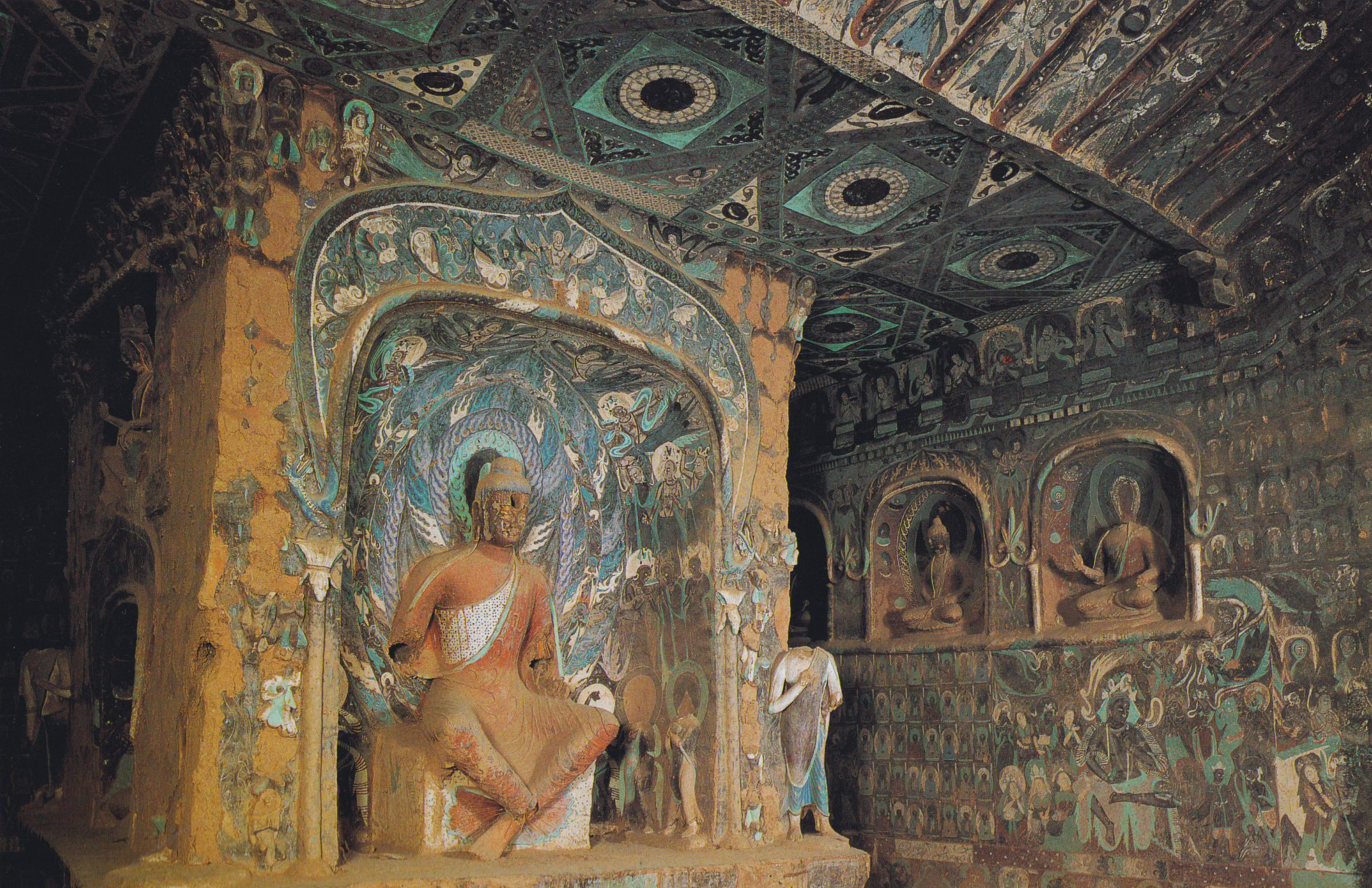
Tathāgata Bouddha : sculpture peinte et peintures murales. Grotte n° 254, pilier central et mur Nord. Dynastie des Wei du Nord (386-534).

Dans les siècles suivants, les temples se multiplièrent, pour arriver à plus d'un millier, accompagnant le développement de la route de la soie. Du IVe au XIVe siècle, les moines de Dunhuang rassemblèrent des manuscrits venant de l'Occident, et des pèlerins commencèrent[précision nécessaire]  à en orner les murs de peintures. Celles-ci couvrent 42 000 m2. L'essentiel des aménagements datent cependant de la dynastie Tang entre le VIIe et le Xe siècle. Les grottes furent abandonnées au XIVe siècle.
L'importance du développement du bouddhisme en cet endroit s'explique par la faveur dont a joui cette religion sous la dynastie Tang (618 – 690, puis 705 – 907), au moment où celle-ci développait largement la route de la soie, tout au long de laquelle se perpétue le souvenir du moine bouddhiste Xuanzang. De 786 à 848, la région est occupée par l'Empire tibétain, au moment où il découvre le bouddhisme sous le règne de son fondateur, Songtsen Gampo, pendant l'expansion de l'Empire du Tibet (629 – 877).
À la fin de l'époque Tang, une vaste région[précision nécessaire] du nord de la Chine était gouvernée par la dynastie Liao (907-1125) de l'ethnie des khitans, tandis qu'une autre zone[précision nécessaire]  importante était contrôlée par la dynastie des Xia occidentaux, les Tangoutes. Dunhuang est tombée aux mains des Ouïghours au XIIe siècle pendant environ cinquante ans, puis a été conquis par les Tangoutes et finalement, en 1227, elle a succombé devant les Mongols qui ont fondé la dynastie des Yuan (1271-1368).

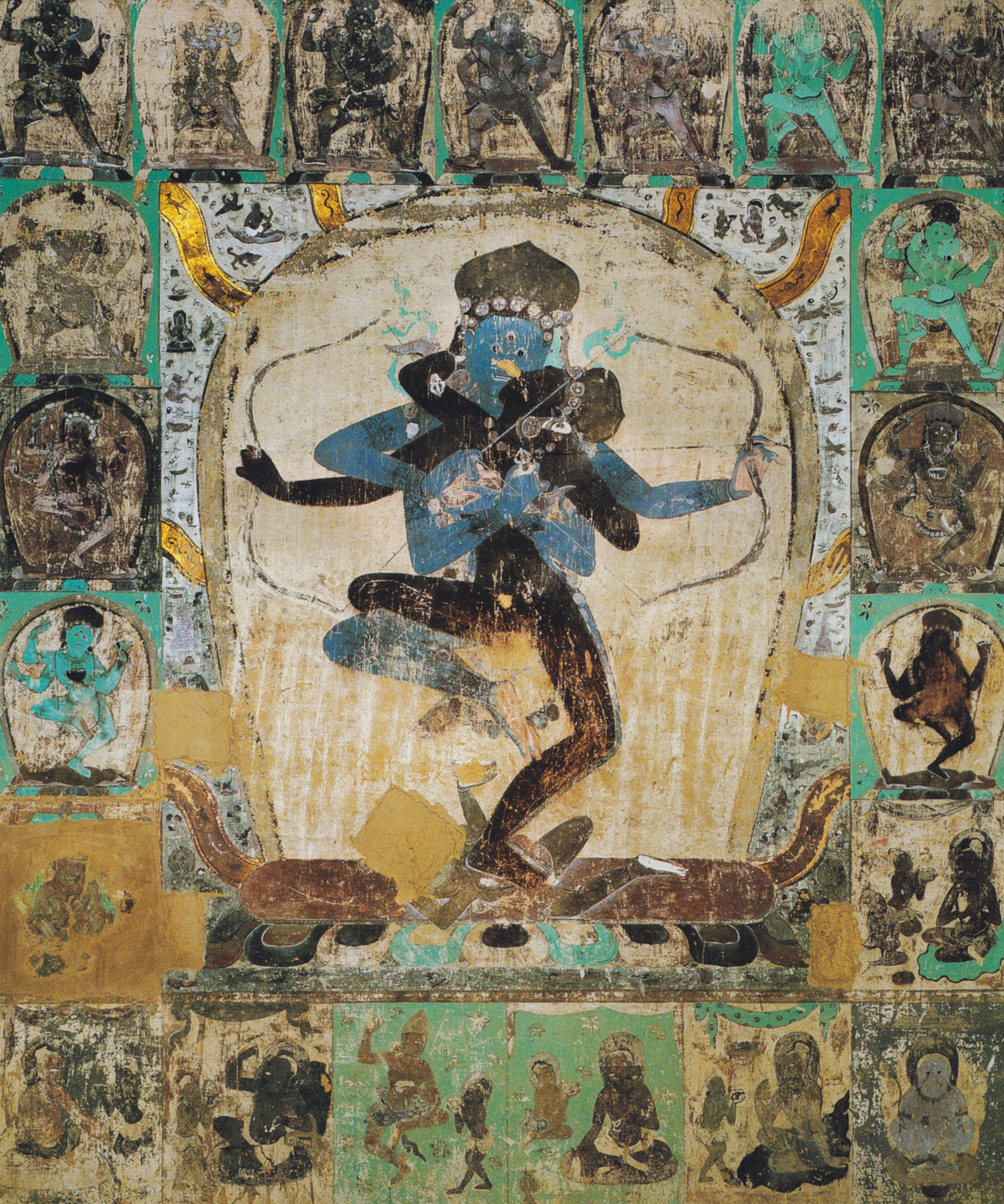
Image yab-yum de méditation du bouddhisme tantrique mahâyâna. Grotte n° 465, paroi Sud. Yuan (1271-1368).

### Déclin et disparition. Découverte
Au cours de cette période, des grottes étaient encore construites à Dunhuang, mais elles ont rapidement disparu. Une autre route commerciale, par voie maritime, fut développée et l’empire des Yuan s’étendit beaucoup plus à l’ouest. L'assèchement progressif des rivières, qui alimentaient les oasis en eau, a eu une incidence sur les conditions de vie locale. Mais c'est surtout le déclin de la brillante civilisation ouïghoure du Gansu et du Xinjiang, à la suite de leur incorporation à la Chine Mongole des Yuans, qui va entraîner le délaissement de ces grottes, symbole même du foisonnement culturel de l'Asie Centrale.
À la fin de la dynastie Qing (1638-1911), alors que la Chine traversait une période de troubles, un moine taoïste, Wang Yuanlu, découvrit accidentellement la «bibliothèque de la grotte» scellée le 22 juin 1900, dans un passage de la grotte n° 16. Cette salle « des manuscrits canoniques », ou grotte 17, contenait plus de 5 000 manuscrits, peintures sur soie et papier, broderies, etc. La raison pour laquelle cette grotte a été scellée avec tant de trésors à l'intérieur reste encore un mystère aujourd'hui.

### Cultures religieuses, profanations ou protections de trésors nationaux
Les moines bouddhistes menaient dans ces grottes une vie austère à la poursuite de l'illumination. Les peintures, aides à la méditation, servaient aussi à l'instruction des analphabètes en matière de légendes et de croyances bouddhistes.
Les peintures décrivent la vie et l'œuvre de Siddhartha Gautama dit Sakyamuni, le Bouddha historique. Mais ce lieu de piété montre également des scènes où se mêlent plusieurs cultures orientales, notamment hindouistes et les Tokhariens des oasis de Kucha, Kachgar et Hotan situées plus à l'ouest dans le Xinjiang actuel.
Les cavités servirent de refuges aux russes blancs au début du XXe siècle qui les détériorèrent. Par contre, la révolution culturelle épargna le site, probablement grâce à l'intervention de Zhou Enlai.
Outre le bouddhisme, d'autres religions étrangères, telles que le zoroastrisme, le christianisme nestorien et le manichéisme, ont également atteint Dunhuang via la Route de la soie, avec leur art et leur littérature.

### Le découvreur et les explorateurs

#### Premiers contacts et mise au jour de la «bibliothèque murée». Grotte N° 17
Au cours de l'année 1900, la salle murée fut découverte de façon accidentelle ; elle s'avéra contenir plusieurs dizaines de milliers de documents, de statuettes et d'objets divers, souvent vieux de plus de 1 000 ans. Une grande partie de ces trésors culturels ont été achetés par les explorateurs occidentaux, en particulier Sir Aurel Stein et Paul Pelliot.
Le premier étranger à visiter Mogao fut l'explorateur russe Nikolaï Mikhaïlovitch Prjevalski lors de sa grande expédition tibétaine, en 1879, ainsi qu'une expédition géologique hongroise, la même année.
En 1900, un prêtre taoïste chinois du nom de Wáng Yuánlù, dit l'« abbé Wang », se fit gardien de ces chapelles où il découvrit un ensemble considérable de manuscrits antérieurs au XIe siècle, dans l'une des grottes, appelée ensuite la « bibliothèque murée ». Des rumeurs les concernant attirèrent des explorateurs européens, qui traversèrent l'Asie pour tenter de les voir et de les obtenir.
Wang commença une ambitieuse rénovation des temples, avec l'aide de donations issues des villes voisines, mais surtout avec les fonds provenant de la vente de manuscrits à des explorateurs européens, tels que l'Anglais Sir Aurel Stein en 1907 et le Français Paul Pelliot en 1908.
La quantité et la variété des textes qui se trouvaient là défie l'entendement, de l'ordre de 50 000 documents, peintures et objets bouddhistes, dont des manuscrits, écrits en chinois, en tibétain, en ouïghour, en sogdien, en sanscrit, ainsi qu'une version imprimée du Soutra du Diamant, datant de 868 (ce qui en fait un des plus anciens livres imprimés du monde, aujourd'hui au British Museum). Un autre texte célèbre est le compte-rendu du pèlerinage en Inde de Hyecho, un moine bouddhiste coréen.

On dit que le prix payé par Pelliot s'éleva à 90 livres, et celui payé par Stein à 220 livres.

#### Sir Aurel Stein, l'explorateur anglais
Sir Aurel Stein, vint explorer les grottes de Mogao pour la première fois en 1907. Avec l'aide de son interprète chinois Jiang Xiaowan, il négocia avec Wáng Yuánlù l'achat à bas prix de 24 boîtes de manuscrits et 5 boîtes de peintures sur soie et d'autres objets. 
Plus tard, en 1913-1915, il revint à Mogao, où il acheta 570 autres manuscrits à Wáng Yuánlù.
À lui seul, il emporta au total peut-être 20 000 documents et peintures, qui furent dispersés entre le British Museum, la British Library, la Library of Indian Affairs et le Musée national de New Delhi.

#### Paul Pelliot, le sinologue français

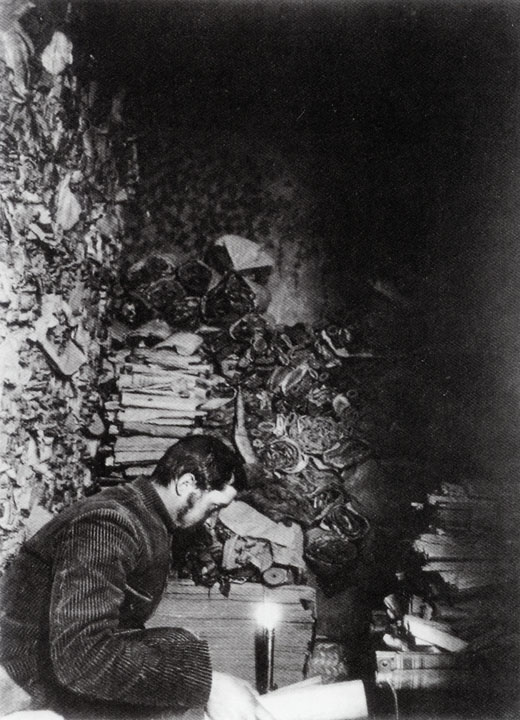
Pelliot examinant des manuscrits dans les grottes de Mogao.

Paul Pelliot, quant à lui, arriva aux grottes de Mogao le 25 février 1908. Venant après Sir Aurel Stein, il s'appuya pour analyser les documents restant sur sa formation de sinologue, ancien élève de l'Institut des Langues Orientales, et membre de l'École française d'Extrême-Orient, parlant et lisant couramment le chinois : avec l'autorisation de Wáng Yuánlù, il passa donc plusieurs semaines dans la bibliothèque murée, pour sélectionner les documents et peintures les plus précieux qu'il put trouver, et en particulier de nombreux documents non chinois, dont une version nestorienne de l'Évangile selon Saint-Jean, un hymne chinois à la Trinité et une croix nestorienne dessinée sur un document tibétain, qui datent du VIe et du IXe siècle. Il a également trouvé des offices religieux dits en chinois, composés par Adam-Jingjing, auteur du texte de la Stèle nestorienne. Les documents d'inspiration chrétienne sont communément designés sous le nom de Sutras de Jésus. Cette collection, estimée à environ 10 000 objets, se trouve aujourd'hui à la Bibliothèque nationale de France et au Musée Guimet.
Outre ces manuscrits et peintures, Paul Pelliot ramena également un certain nombre de statues ; les petites effigies cultuelles proviennent en général également de la bibliothèque murée.
Il est à noter qu'à l'automne de l'année 1909, Paul Pelliot emmena quelques manuscrits à Pékin pour les présenter à des lettrés chinois. L'attention de ceux-ci fut ainsi attirée sur l'importance des manuscrits de Dunhuang : ils télégraphièrent aussitôt au gouverneur de la région pour lui demander de sceller la grotte, avant d'organiser en 1910 le transport à Pékin d'une grande partie des textes chinois restants, abandonnant sur place les pothi (manuscrits) tibétains. Cependant, quelques fonctionnaires chinois malhonnêtes profitèrent de l'occasion pour en dérober un nombre substantiel.

#### Le comte Ōtani Kōzui, le moine japonais
Le comte Ōtani Kōzui  fils aîné du vingt-et-unième patriarche de l'école Jōdo shinshū (« École véritable de la Terre pure ») du bouddhisme japonais, envoya vers la fin de 1911 deux émissaires japonais aux grottes de Mogao, où ils restèrent 8 semaines, prenant de nombreuses photos des grottes, et gravant au passage leur nom dans les grottes 428 et 444. 

Ils achetèrent quelque 400 documents auprès de Wáng Yuánlù, qui se trouvent aujourd'hui à l'université de Ryūkoku et à l'université Ōtani.

#### Sergueï Oldenbourg, le Russe
À son tour, le Russe Sergueï Fiodorovitch Oldenbourg monta une expédition à Dunhuang en 1914, au cours de laquelle il releva les plans de 443 grottes. Il négocia auprès de divers résidents de Dunhuang l'achat de plus de 300 manuscrits, qui se trouvent aujourd'hui à l'Institut oriental de l'Académie des sciences de Saint-Petersbourg.

#### Langdon Warner, l'Américain
Enfin, en 1924, arriva à Dunhuang Langdon Warner, à la tête d'une expédition montée par l'université de Harvard, aux États-Unis.
Son intervention s'avéra la plus désastreuse pour les trésors artistiques des grottes de Mogao, car faute de pouvoir obtenir de précieux manuscrits — puisque la bibliothèque murée était désormais pratiquement vide — il refusa de s'en aller les mains vides et chercha à décoller les peintures murales des grottes 335, 321, 329, 323 et 320 au moyen de bandes enduites de colle. Malheureusement, les peintures murales ainsi décollées ne survécurent pas à l'opération.
Lors de sa deuxième expédition à Dunhuang en 1925, les autorités locales s'opposèrent à toute intervention de sa part.

#### Découvertes plus récentes
Les premiers dessins de ces grottes auraient initiés par un artiste syrien[source insuffisante].
Des recherches plus récentes ont permis de découvrir un fragment du Nouveau Testament (30 cm sur 19) rédigé en syriaque et datant de la dynastie Yuan (1271-1368).

## Description des grottes

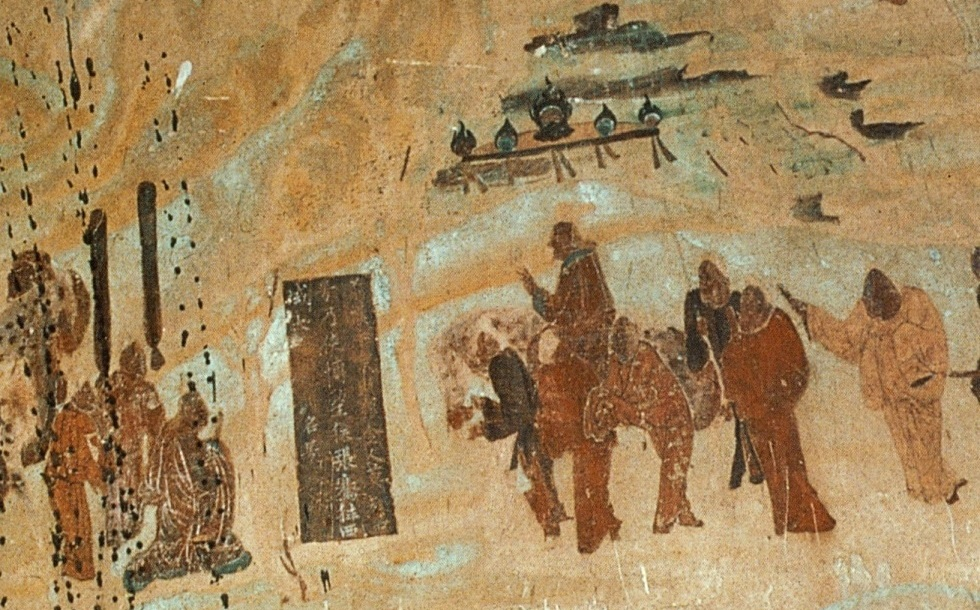
Départ de Zhang Qian en mission diplomatique dans les Contrées occidentales. Grotte 323, paroi Nord. Début des Tang (618-712).

Les grottes de Mogao sont les mieux connues parmi les grottes bouddhistes chinoises, et sont avec Longmen et Yungang l'un des trois sites chinois notoires pour leurs sculptures et leurs peintures.
Les peintures murales, notamment des tempera (jusqu'à la dynastie Yuan où apparaissent des fresques véritables), sont à thématique religieuse (vies antérieures, jātaka, du Bouddha) mais retracent également la vie quotidienne des moines. Les grottes sont de tailles très diverses et ont été creusées dans une falaise en grès. Seules une trentaine de cavités sont ouvertes au public.
La plupart des grottes sont rectangulaires et communiquent entre elles par des passerelles ou des couloirs. En effet, elles sont disposées à différentes hauteurs sur la paroi rocheuse. Deux groupes se présentent depuis l'entrée principale, celles du Nord (5 grottes ornées et les cellules des moines et des ouvriers) et celles du Sud (l'essentiel des grottes ornées). Les grottes 45 (Tang à son apogée) et 249 (Wei de l'Ouest) sont particulièrement renommées pour leur exceptionnelle conservation.

### Les grottes des dynasties successives
- Les grottes de la Dynastie Wei du Nord (386-581) : ce sont parmi les plus anciennes, elles représentent des personnages bouddhiques dans un style marqué par l'influence de l'art gréco-bouddhique du Gandhara.
- Les grottes de la dynastie Sui (581-618) : elles sont décorées de scènes mythologiques chinoises; les peintures bouddhiques ne montrent plus trace de l'influence de l'art gréco-indien du Gandhâra.
- Les grottes de la dynastie Tang (618-907) : la décoration est plus riche, et on voit apparaître les apsara volants, sorte d'anges qui ont rendu Dunhuang célèbre. Peintures comme sculptures sont de très grande qualité.
- Les grottes des Cinq Dynasties (907-960), et surtout, des dynasties Song (960-1279) : pour ces grottes, il a fallu réutiliser d'anciennes grottes et les agrandir, car il ne restait plus assez de place sur la falaise.
- Les grottes de la dynastie mongole des Yuan (1279-1368) : Elles consistent en grottes restaurées, et peintes avec de véritables fresques, selon une technique importée d'Occident, alors que les peintures des autres grottes sont en fait des tempera[16].

## Peintures murales et sculptures

### Galerie: Des Liang du Nord aux Wei de l'Ouest (331-556)

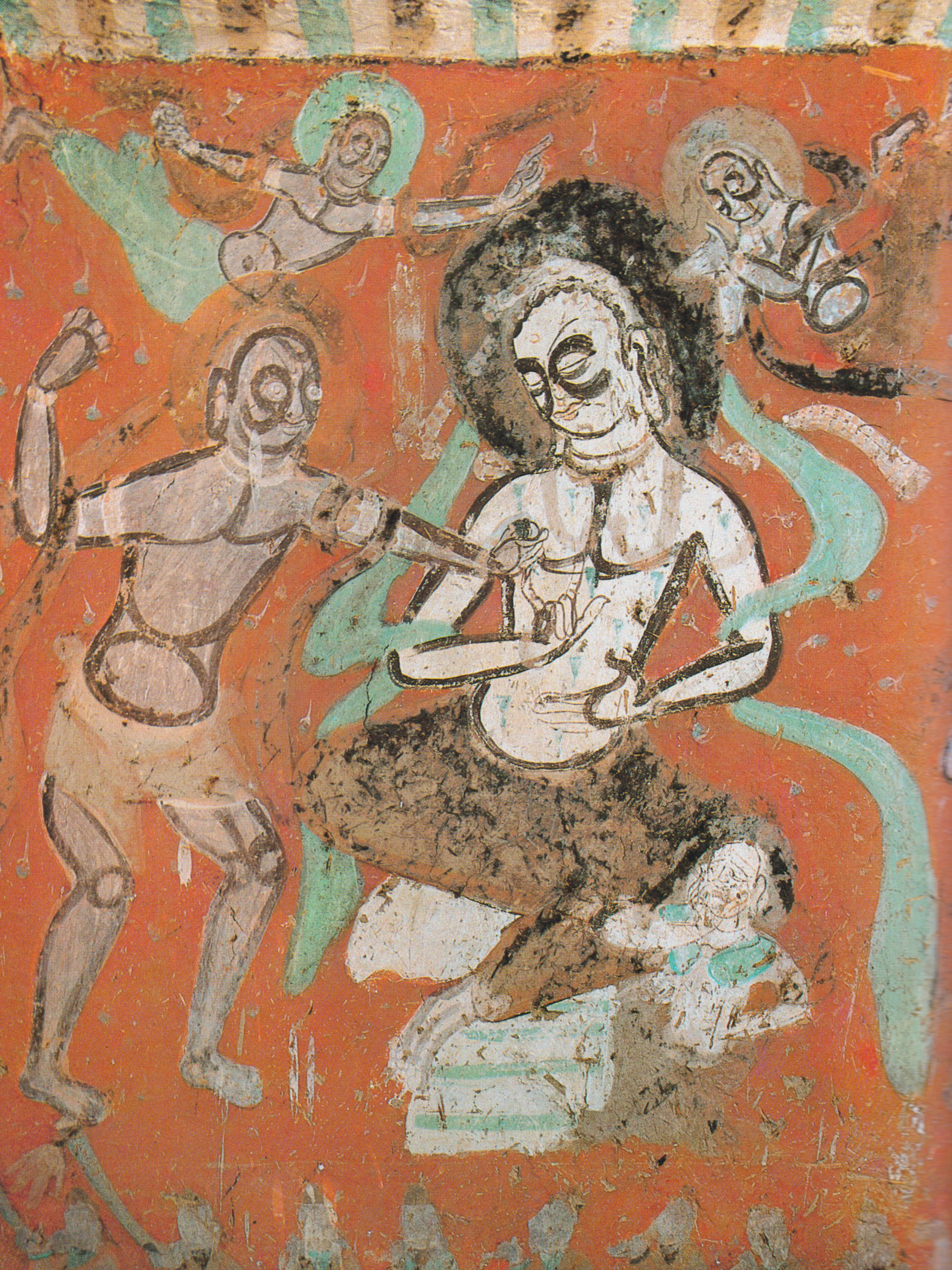
Jataka du roi Bhilanjili. H. 80 cm. Liang du Nord (321-439). Grotte N° 273
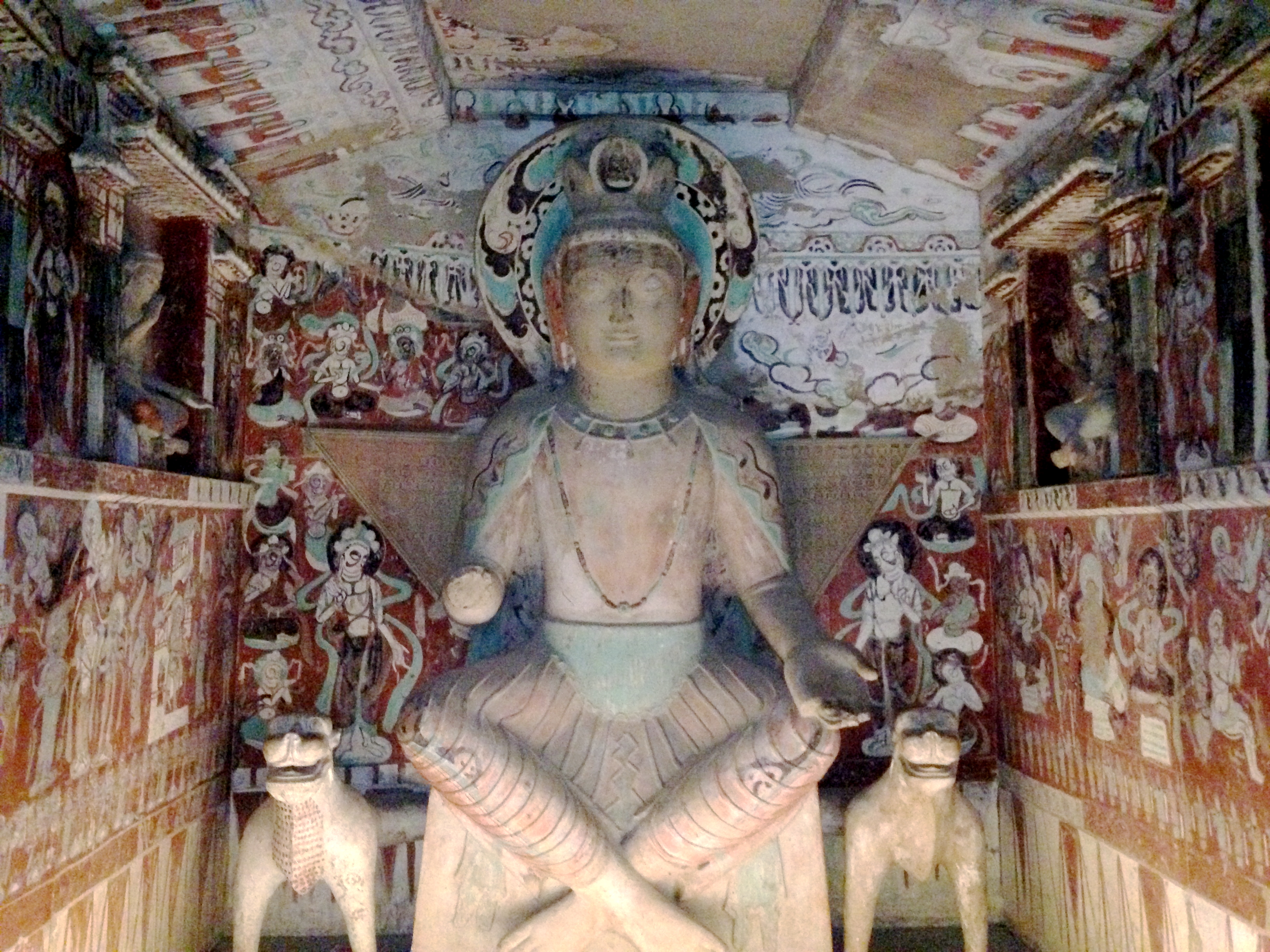
Maitreya. Peintures et sculpture de la dynastie des Liang du Nord Grotte N° 275.
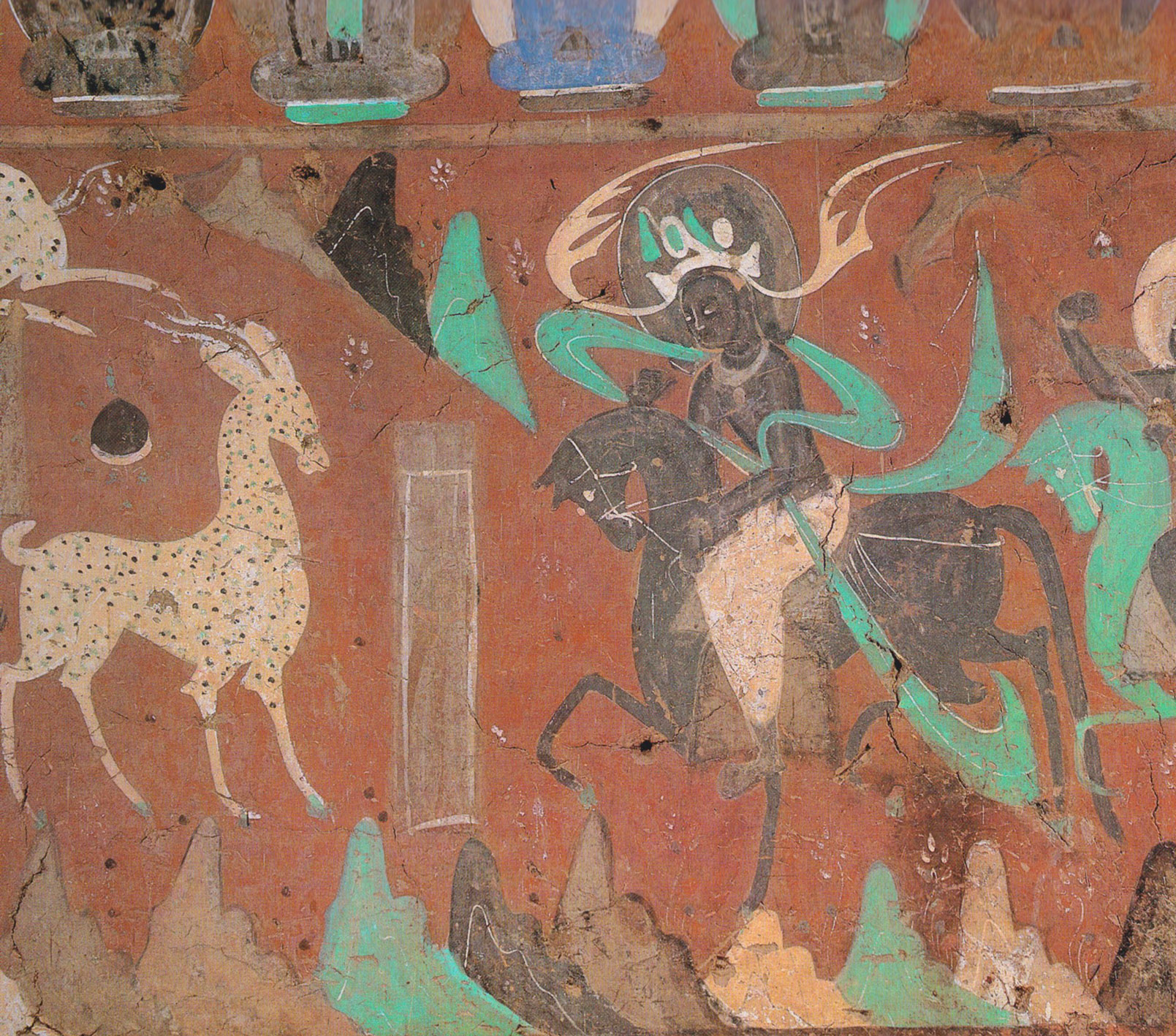
Jataka du Cerf aux neuf couleurs. Wei du Nord (386-534). H. 96 cm. Grotte N° 257[18].
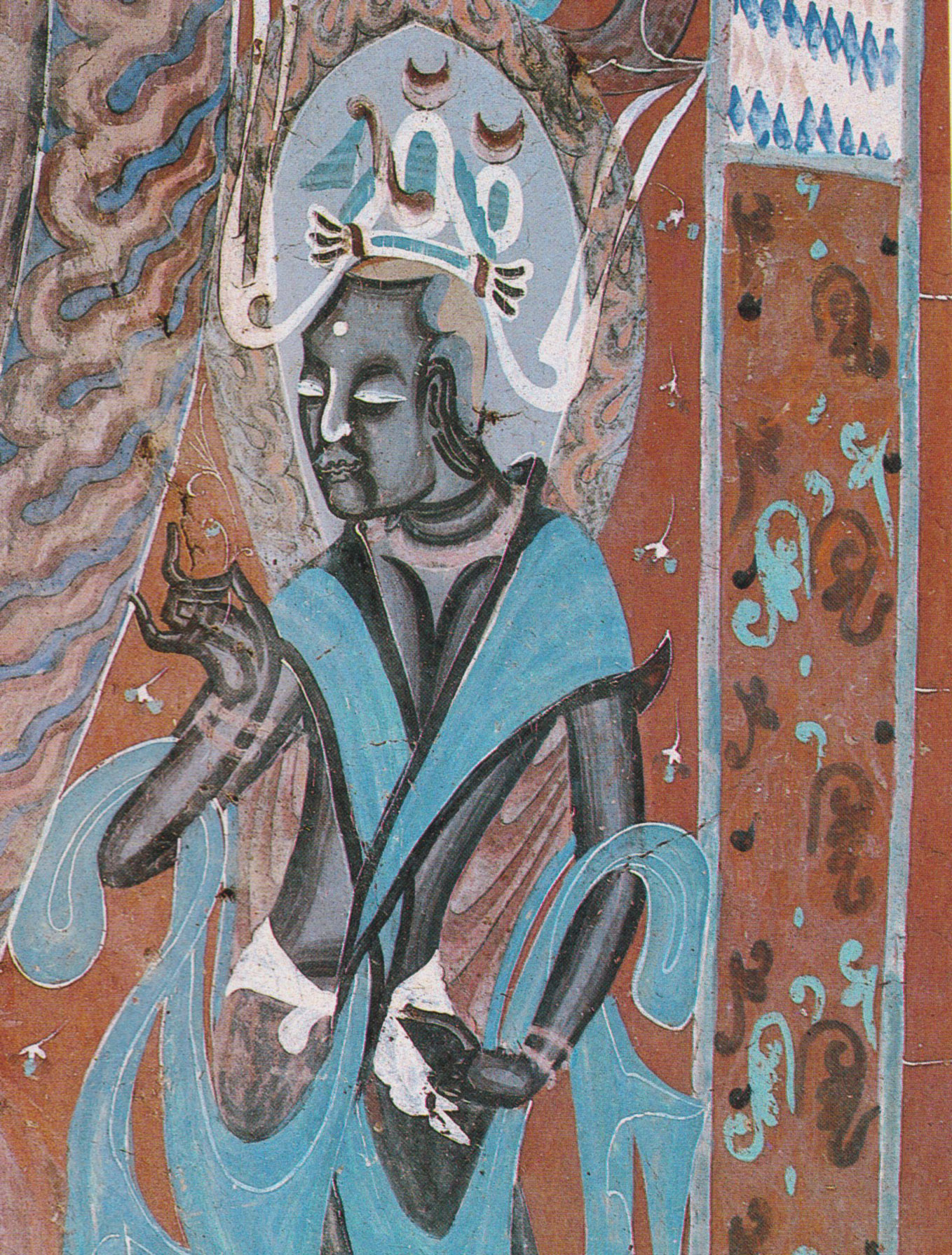
Bodhisattva. Wei du Nord (386 - 534). H. du détail env. 100 cm. Grotte N° 435
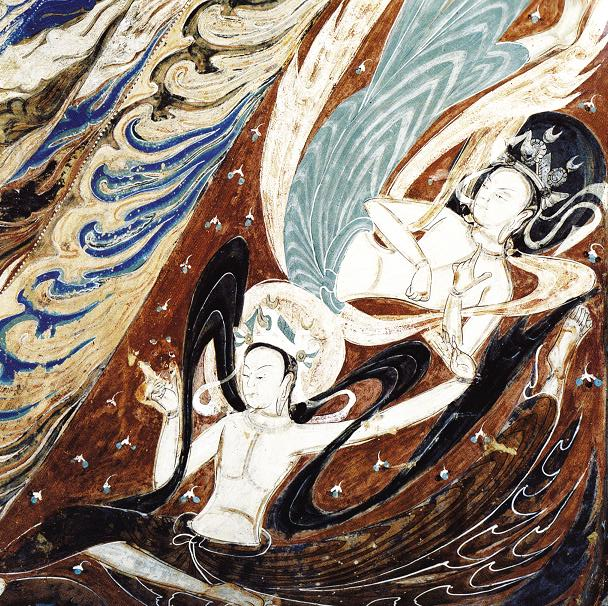
Vol d'Apsara. Wei de l'Ouest (535-556). Grotte N° 285.
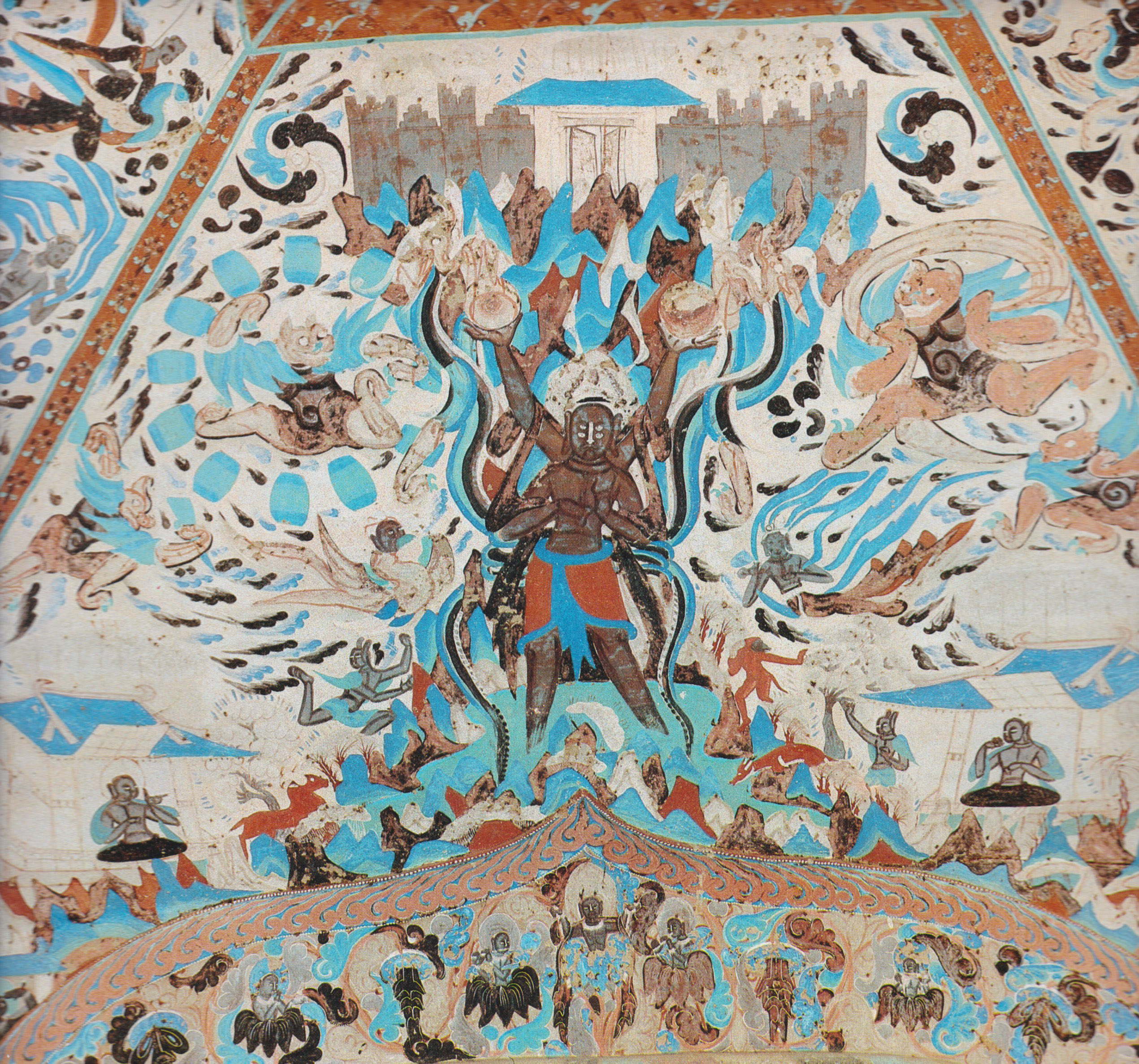
Asura. Plafond à caissons. Wei de l'Ouest. Grotte N° 249

### Galerie: Des Tang aux Yuan (618-1368)

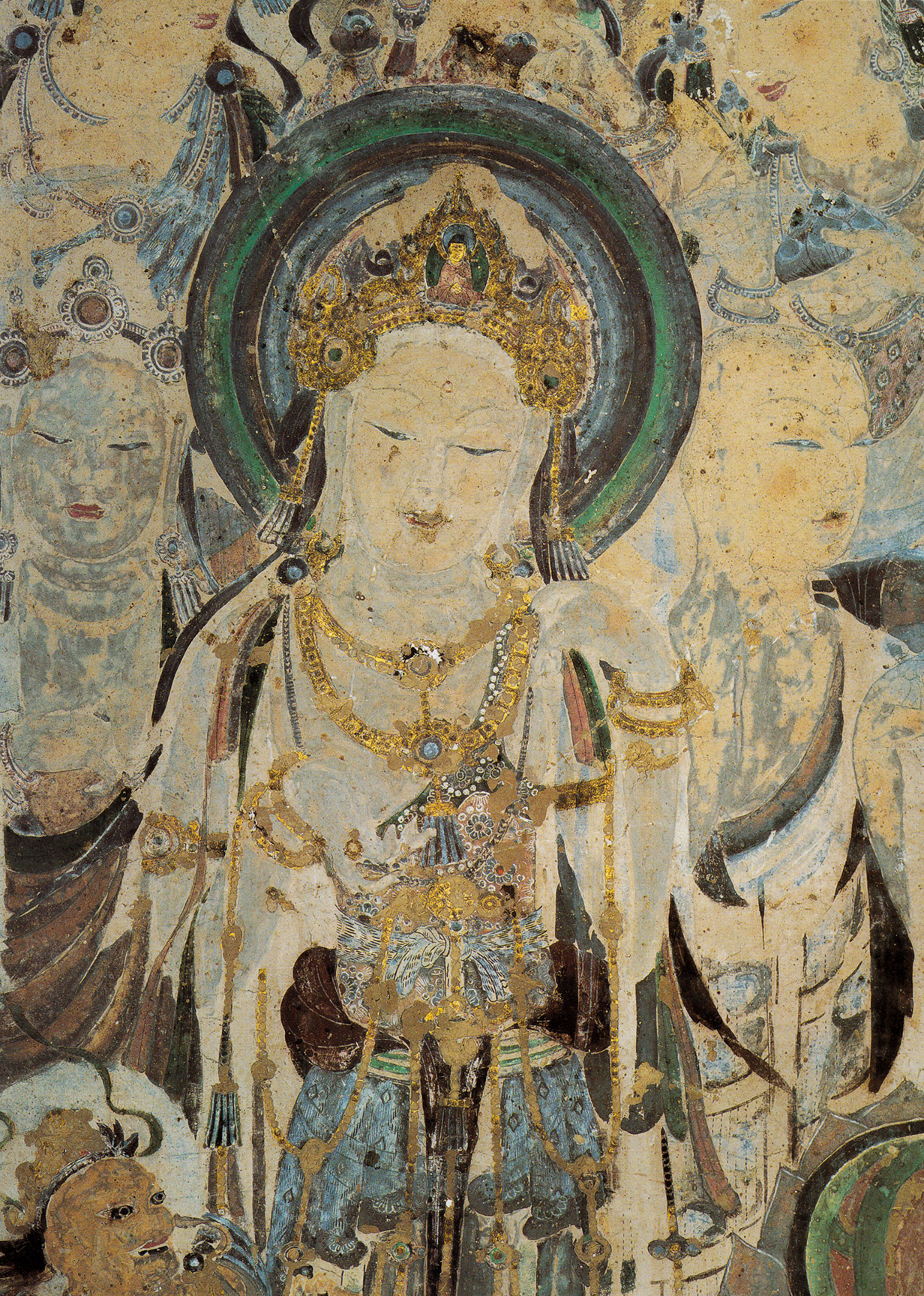
Guanyin entourée d'autres bodhisattvas, en bas un roi céleste (?). Début Tang (7e s) Grotte  N° 57, mur sud
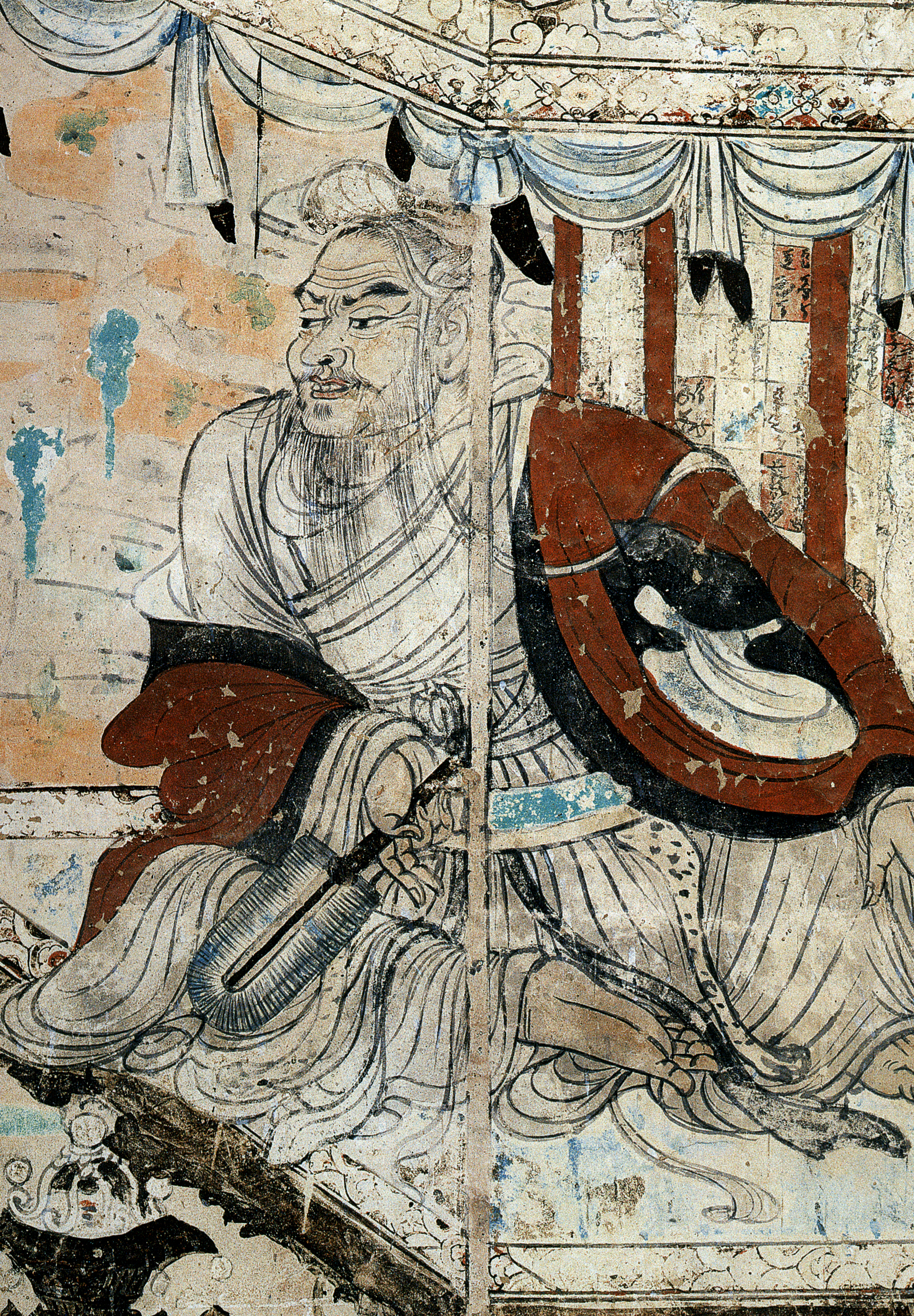
Vimalakirti débat avec le bodhisattva Manjushri, détail. Début Tang Grotte N° 103.
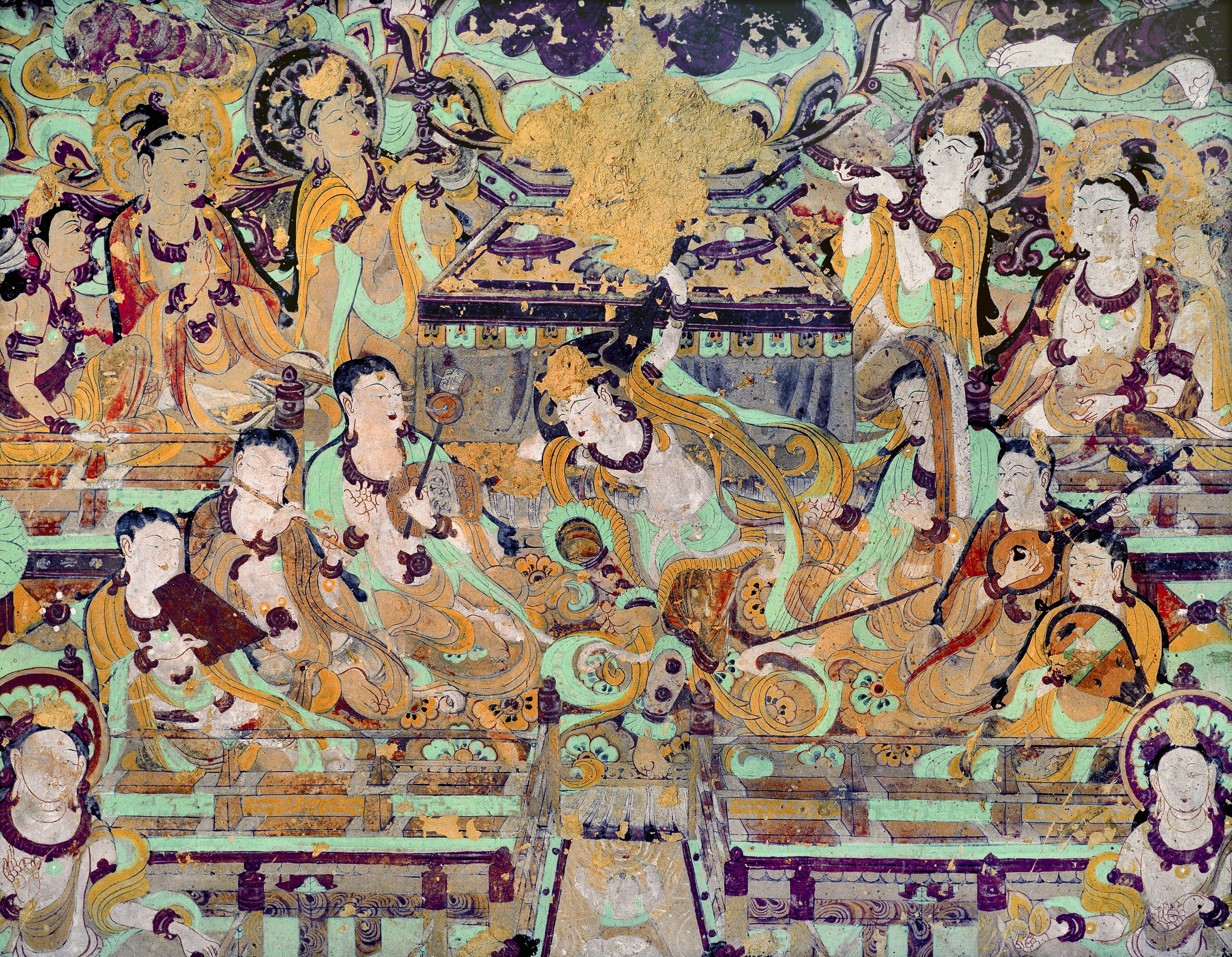
Orchestre sogdien à la joueuse de pipa[22]. Période Tang moyenne, 762-827 Grotte N° 46 ou 112.
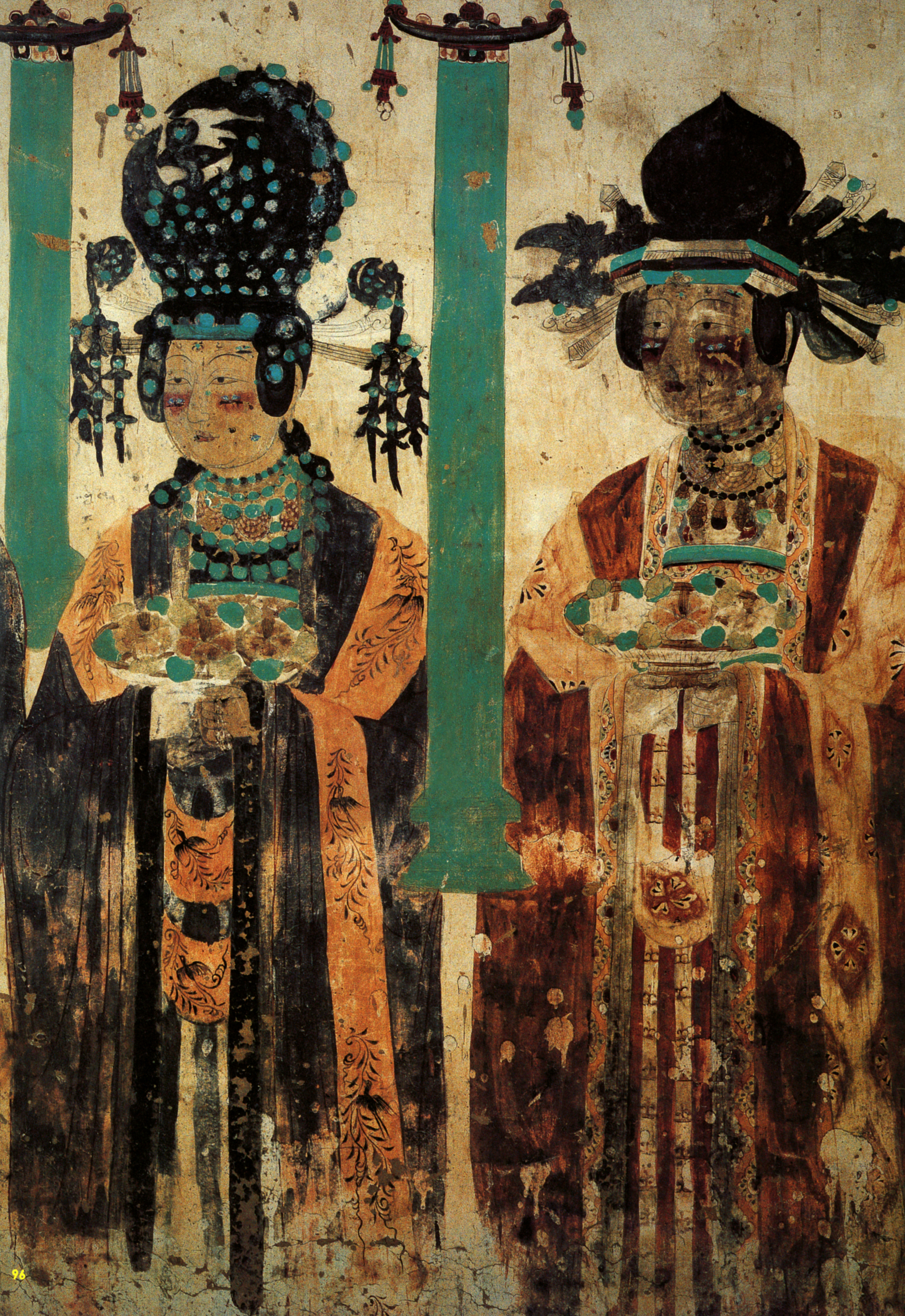
Donatrices Huihu (Ouïgoures) du royaume de Khotan. Cinq dynasties, Xe siècle Grotte N° 61.
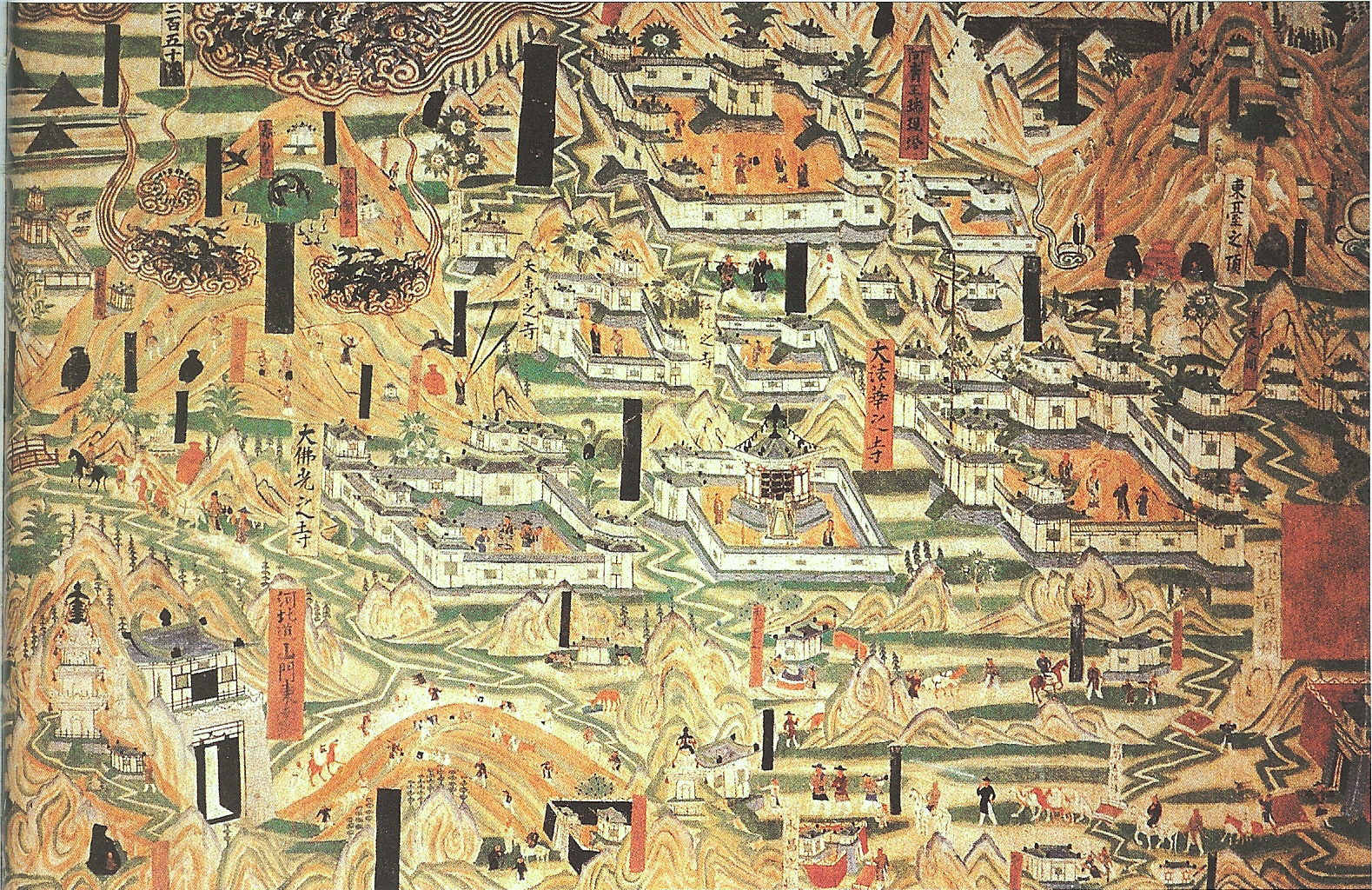
Monastères bouddhistes Tang du mont Wutai, Xe siècle. H. (ici) 3 m env (ens. L. 13,5 m) Grotte N° 61.
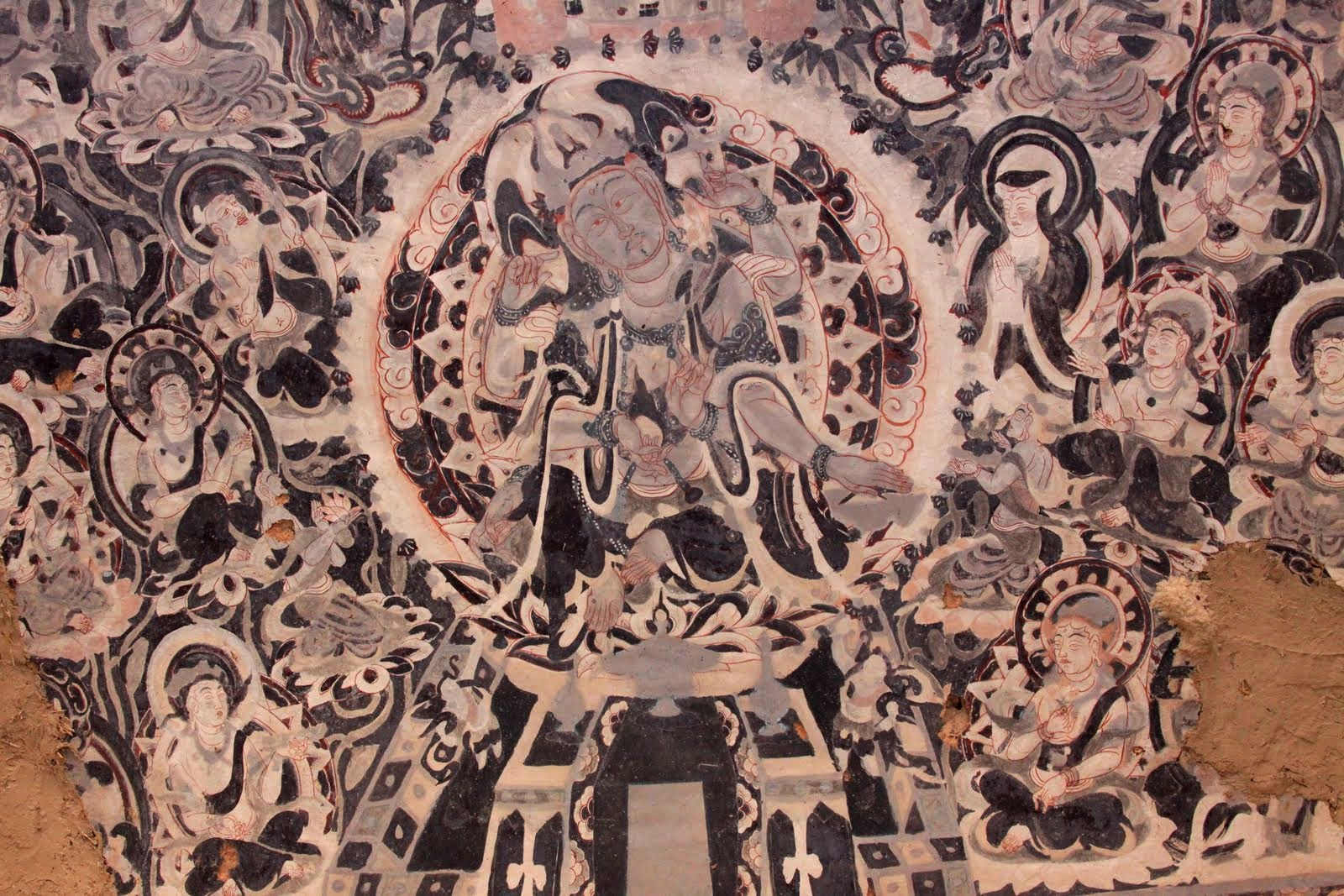
Mandala de Cintāmaṇicakra[23]. Décor plafonnant, Song. Antichambre, grotte N° 231.

### Quelques-unes des grottes les plus connues
- La grotte 3 contient de remarquables dessins au trait, dont Guanyin aux mille bras et aux mille yeux, de l'époque Yuan, parmi les plus tardives.
- La grotte 16 est une double grotte de grande taille, et très haute dans sa deuxième partie (la plus éloignée de l'entrée), où se trouve un Sakyamuni entouré de quatre Arhats mal restaurés. Elle date de l'époque Tang. Dans le mur droit du large passage reliant les deux parties de cette grotte est creusée une toute petite grotte, de 3 mètres sur 3 environ. Cette petite grotte porte le numéro 17, aujourd'hui mondialement connue.
- La grotte 17 est la renommée « bibliothèque murée » découverte par le taoïste Wáng Yuánlù, et dont les quelque 50 000 documents, manuscrits, peintures et objets bouddhistes furent vendus pour la plus grande part aux explorateurs et savants occidentaux venus « chasser » le trésor à Dunhuang au début du XXe siècle.
 Cette petite grotte fut creusée à la fin de la dynastie Tang en l'honneur du « donateur » de la grotte 16, Hongbian, abbé des moines de la région de Hexi. Elle servit ultérieurement de bibliothèque, ou plutôt d'entrepôt, pour de précieux manuscrits et autres objets bouddhistes, pour être finalement murée. De nombreuses théories existent sur les raisons qui poussèrent, aux alentours du XIe siècle, à condamner cette grotte, mais aucune n'est totalement convaincante. Quoi qu'il en soit, la porte de la grotte fut alors recouverte de plâtre, puis peinte, en dissimulant complètement l'entrée pendant près de 1 000 ans. 
Le Projet international Dunhuang, qui implique le musée Guimet et la BnF, numérise les manuscrits épars de la grotte et les rend disponibles sur internet.
La bibliothèque murée ne fut découverte accidentellement que le 22 juin 1900, par Wáng Yuánlù, alors qu'il travaillait à rénover les statues de ce qui sera appelé plus tard la grotte 16, et parce que des ouvriers furent amenés à enlever le sable accumulé dans le large passage reliant les deux parties de la grotte 16.
- Dans la grotte 46, le parinirvana du Bouddha historique, ou la fin de l'existence de Sakyamuni occupe une niche entourée de milliers d'effigies de Bouddha.
- La grotte 61 contient un très vaste paysage des monts Wu Tai (Wutaishan), datant du Xe siècle, la période des Cinq Dynasties : 13 m. de long sur 3,50 de haut.
- Grotte 96 : datant de l'époque Tang, elle contient un gigantesque Maitreya, le Bouddha du futur, de 35 mètres de haut, du VIIe siècle. Cette statue, la plus grande des grottes de Mogao, construite à l'aide d'échafaudages dont on voit encore l'emplacement, produit une impression spectaculaire par le contraste entre son impressionnante hauteur et le peu de recul dont on dispose pour la découvrir. En effet cette grotte est étroite, ce qui oblige à chercher très en hauteur le visage du Bouddha.
On dit que cette statue serait une représentation de l'impératrice Tang Wu Zetian. Les registres indiquent que sa construction, au début de la dynastie des Tang, a duré 12 ans et coûté 12 000 taels[24].
- Grotte 130 : elle date aussi de l'époque Tang, et recèle également une grande statue de Maitreya, de 26 mètres de haut, remontant au VIIIe siècle. Aux plafonds, des motifs très élaborés sont censés imiter du linge suspendu, comme dans une tente.
- Grotte 148 : elle contient un très grand Parinirvāṇa du Bouddha historique, datant du VIIIe siècle (dynastie Tang), ainsi que les statues de 72 Arhats qui se tiennent derrière lui. La grotte a la forme d'un long cercueil rectangulaire, à la voûte bombée.
- Grotte 158 : datant du milieu de la dynastie Tang, elle mesure 18,1 mètres de long, 7,2 mètres de large, et 6,80 mètres de haut. Elle abrite un Parinirvāṇa du Bouddha historique, Sakyamuni, entouré à gauche d'un Bouddha du passé (Dipankara ?), et à droite le Bouddha du futur, Maitreya.
- Dans la grotte 217, une fresque murale représente une ville imaginaire, conçue par le guide d'un pèlerinage pour que ceux qui le suivent puissent récupérer.
- Des figures indiennes et chinoises tournoient autour d'un démon sur le plafond de la grotte 249. Ce joyau du VIe siècle montre comment d'autres divinités étaient incorporées dans le panthéon bouddhiste.
- Dans la grotte 273 se trouve une représentation du Ruru jātaka (Le futur Bouddha, incarné sous la forme d'une gazelle dorée fuyant des chasseurs, est sauvé de la noyade par un homme qui livre la gazelle au roi, malgré sa promesse. Ce dernier punit alors l'homme et épargne la gazelle, qu'il chassait). Les couleurs, limitées au rouge, brun, blanc et vert, sont posées en aplat, sans véritable expression du volume, qui n'est évoqué que par des traits de contours plus épais. L'influence de l'Asie centrale est claire.
- Grotte 259 : elle date des Wei du Nord, et contient une peinture murale affichant un sourire rappelant l'art du Gandhara, que Paul Pelliot avait surnommé la « Joconde orientale ».
- La grotte 260, qui date du VIe siècle, sert de « laboratoire » au Courtauld Institute of Art, de l'université de Londres.
- Dans la grotte 273 se trouve une représentation de la jātaka du roi de Shivi, qui illustre le don de soi (une des qualités essentielles du bodhisattva). Les traits de contours cernent des volumes très ronds, caractéristiques de l'époque Tang, qui fait aussi un grand usage de bijoux somptueux et de guirlandes de fleurs, souvenirs d'une tradition indienne.
- Dans la grotte 427, les vêtements à fleurs portés par des statues du VIe siècle reflètent l'influence de la Perse et témoignent de la circulation des idées et des modes le long de la route de la Soie.
- Dans la grotte 465, les fresques tantriques du XIIIe siècle comptent parmi les dernières qui furent créées à Mogao et les plus imprégnées de « sexualité ».

De nos jours, le site est une importante attraction touristique, et l'objet de recherches archéologiques. La conservation des lieux pose cependant de nombreux problèmes, dont celui d'un ensablement progressif, auquel l'installation de portes pour accéder aux grottes tente de remédier.
Les grottes de Mogao sont inscrites sur la liste du patrimoine mondial de l'UNESCO depuis 1987. Elles sont, selon l'ICOMOS (évaluation de l'organisation consultative), l'un des quatre ensemble rupestres bouddhiques  majeurs de la Chine avec les grottes de Yungang (Shanxi), Longmen (Henan) et Dazu (Sichuan).

## Galerie: documents et peintures amovibles
Ces objets ne se trouvent plus à Mogao.

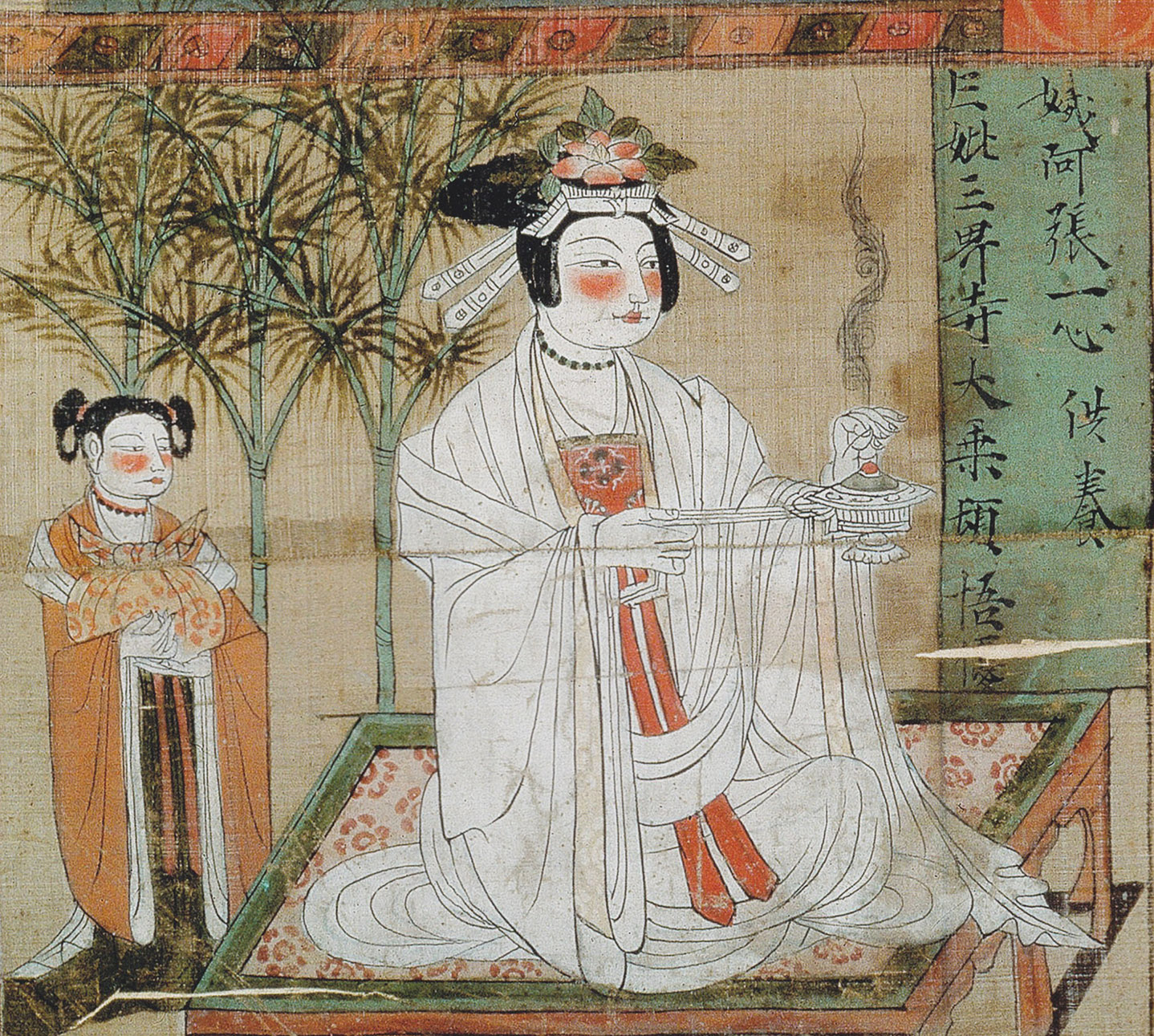
Donatrice bouddhiste et servante. Bannière datée 934, Tang. Détail, couleurs sur soie. H. 30 cm env. Musée Guimet.
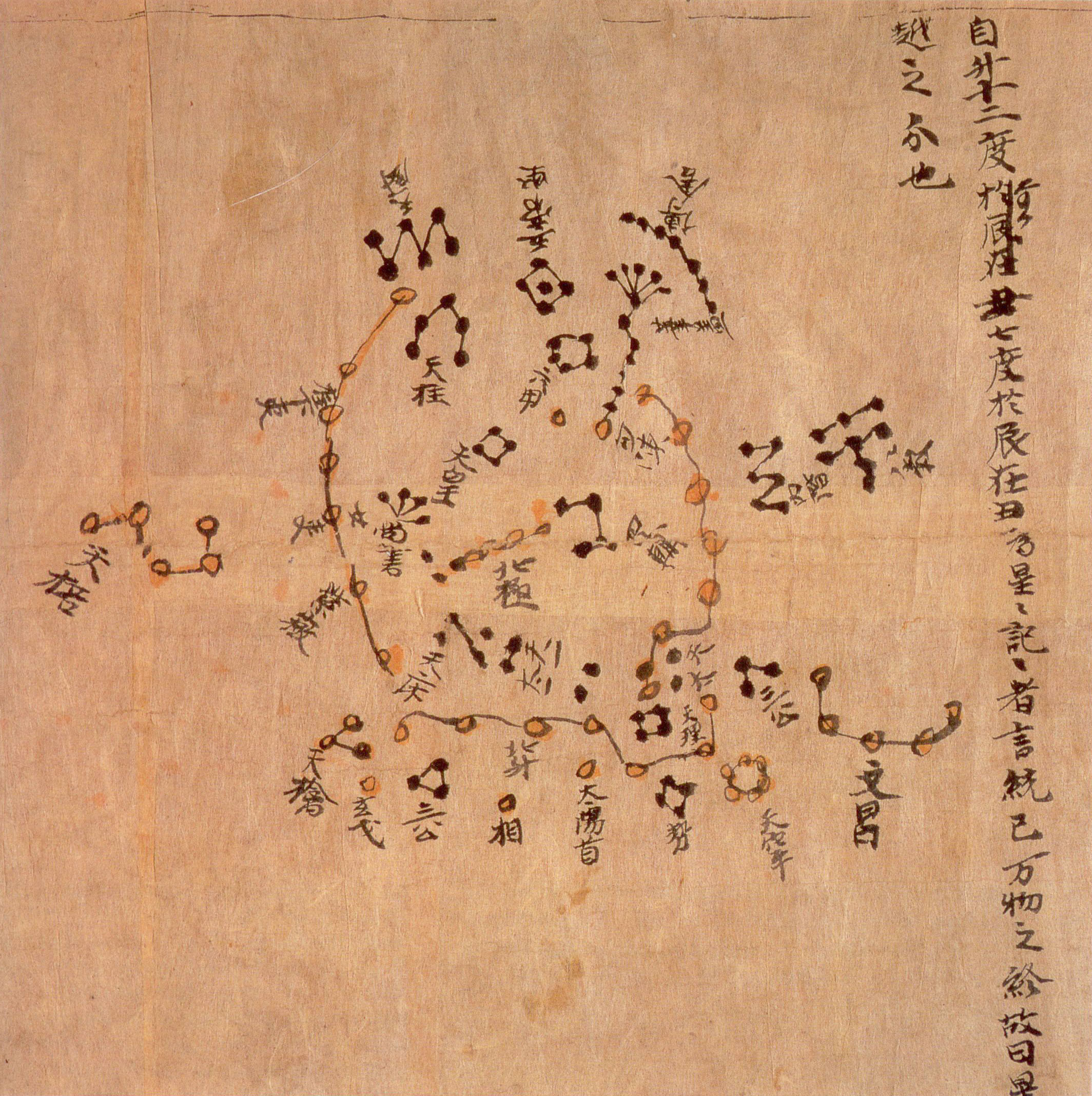
Carte : voûte céleste avec la Grande Ourse, les constellations du Sagittaire et du Capricorne. 700 env. British Library Origine : Grotte N° 17.
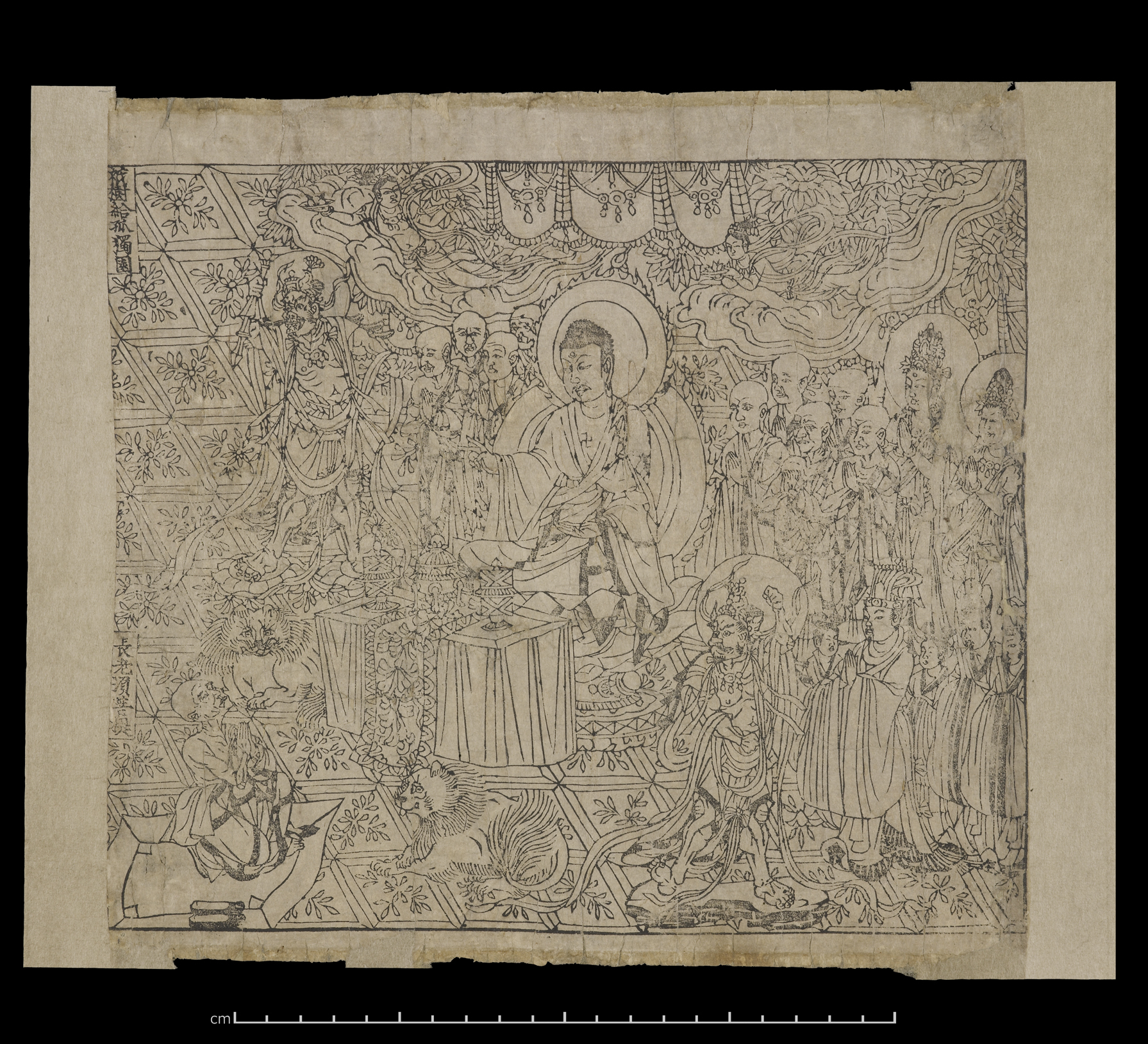
Illustration du Sūtra du Diamant, le plus ancien livre imprimé du monde (868). Xylographie. British Museum
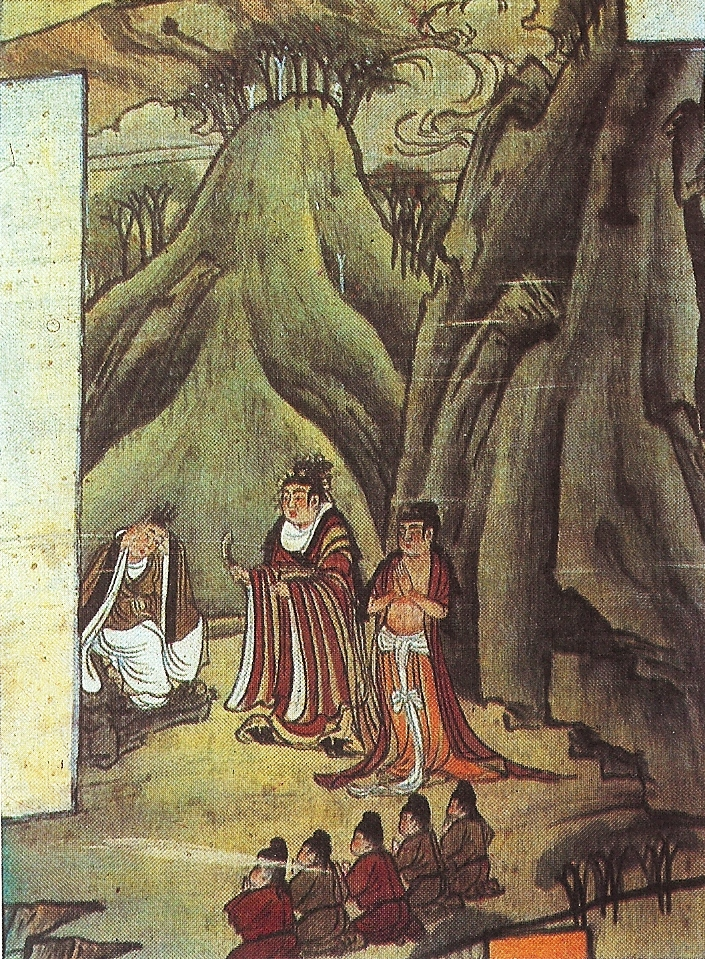
Le jeune Sakyamuni en train de se couper les cheveux. Tang. Peinture sur soie (détail).
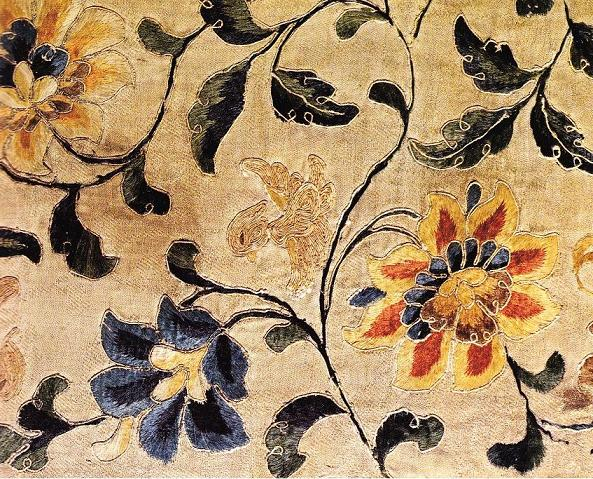
Broderie chinoise Tang, avec un petit canard au milieu des fleurs. Origine : Grotte N° 17.
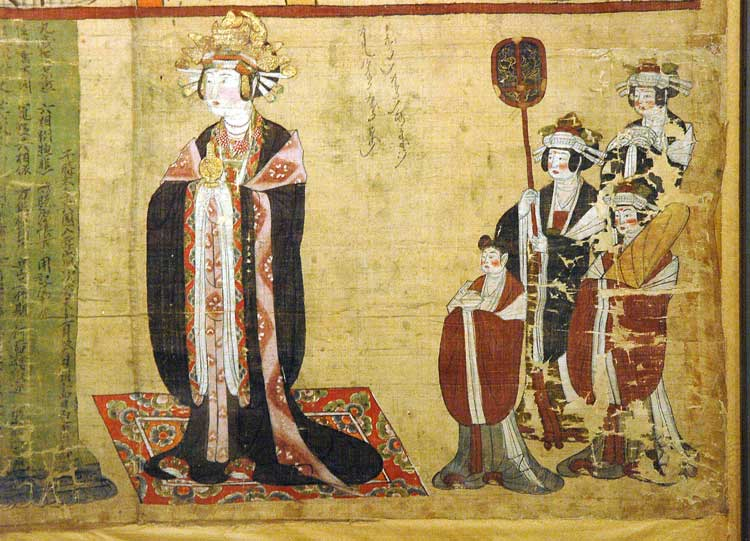
Donatrice et sa suite. Début Song du Nord. Musée Guimet. Origine : Grotte N° 17.